# Zahra

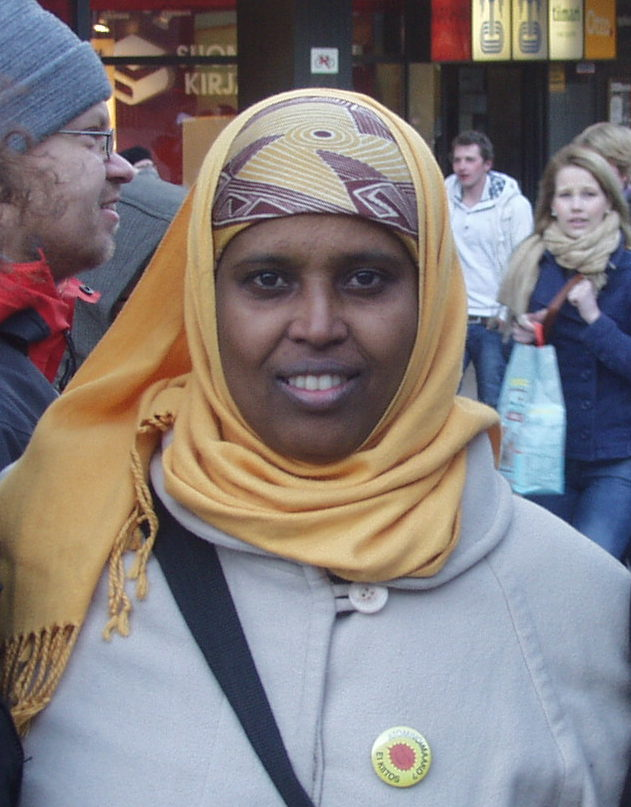
Zahra Abdulla, 2011.

Zahra är ett kvinnligt namn med arabiskt ursprung, som betyder lysande, eller strålande. Det bars år 2024 av omkring 4400 personer i Sverige.

## Personer med namnet Zahra
- Zahra Abdulla, finländsk politiker
- Zahra Ahmadi,  brittisk skådespelare
- Zahraa Aldoujaili, svensk skådespelare
- Zahra Bouras,  algerisk friidrottare
- Zahra Rahnavard, iransk skulptör, statsvetare
- al-Zahra, namn för profeten Muhammeds dotter Fatima